# Лосенко, Иван Витальевич
Ива́н Вита́льевич Ло́сенко (укр. Іван Віталійович Лосенко; 24 июля 2004, Белозёрское, Донецкая область) — украинский футболист, полузащитник донецкого «Шахтёра», выступающий на правах аренды за клуб «Кудровка».

## Клубная карьера
Родился в Белозёрском Донецкой области. Воспитанник молодёжной академии «Шахтёра», в составе которого с 2017 по 2021 год выступал в ДЮФЛУ. Начиная с сезона 2020/21 привлекался к команде U-19, в составе которой выступал в юношеском чемпионате Украины. Также выступал и в молодёжном чемпионате страны. Выступал в составе «горняков» и в Юношеской лиге УЕФА, в которой дебютировал 15 сентября 2021 года в победном (5:0) домашнем поединке 1-го тура группы D против тираспольского «Шерифа». Иван вышел на поле в стартовом составе, на 26-й минуте получил жёлтую карточку, а на 66-й минуте его заменил Александр Роспутько. За три сезона сыграл в 16 матчах выше указанного турнира, голами не отмечался.
8 июля 2024 года отправился в годовую аренду в «Ингулец». Впервые в заявку взрослой команды петровцев попал 4 августа 2024 года на проигранный (1:2) выездной поединок 1-го тура Премьер-лиги Украины против луганской «Зари», но просидел все 90 минут на скамейке запасных. На профессиональном уровне дебютировал за «Ингулец» 20 октября 2024 года в проигранном (0:2) выездном поединке 10-го тура Премьер-лиги Украины против черкасского ЛНЗ. Первым голом за петровский клуб отличился 29 ноября 2024 года на 19-й секунде (мощным ударом из пределов штрафной) победного (3:0) выездного поединка 15-го тура Премьер-лиги Украины против полтавской «Ворсклы». Лосенко вышел на поле в стартовом составе и отыграл весь матч.

## Карьера в сборной
Выступал за юношеские сборные Украины разных возрастных категорий. На международном уровне за юношескую сборную украины (u-15) дебютировал 2 апреля 2019 года в победнои поединке квалификации чемпионата Европы 2021 против сверстников из Румынии. Выступал также за сборные U-16 и U-19. Единственным голом за сборную U-19 отметился 8 мая 2019 года в победном (3:1) поединке квалификации чемпионата Европы 2021 против сверстников из Кипра. Всего за юношеские сборные Украины сыграл 20 матчей и отличился 1-м голом.
В футболке молодёжной сборной Украины дебютировал 8 сентября 2023 года в проигранном (0:2) товарищеском выездном поединке против Германии. Лосенко вышел на поле на 66-й минуте вместо Владимира Бражко.